# 大公路 (鹽埕區)
大公路（Dagong Rd.）為高雄市鹽埕區重要幹道。前端於大勇路銜接中正四路，末端跨越大公陸橋終抵鼓山一、二路口。

## 行經行政區域
- 鹽埕區

## 沿線設施
- 大公陸橋（已拆除，現改行平面路口）

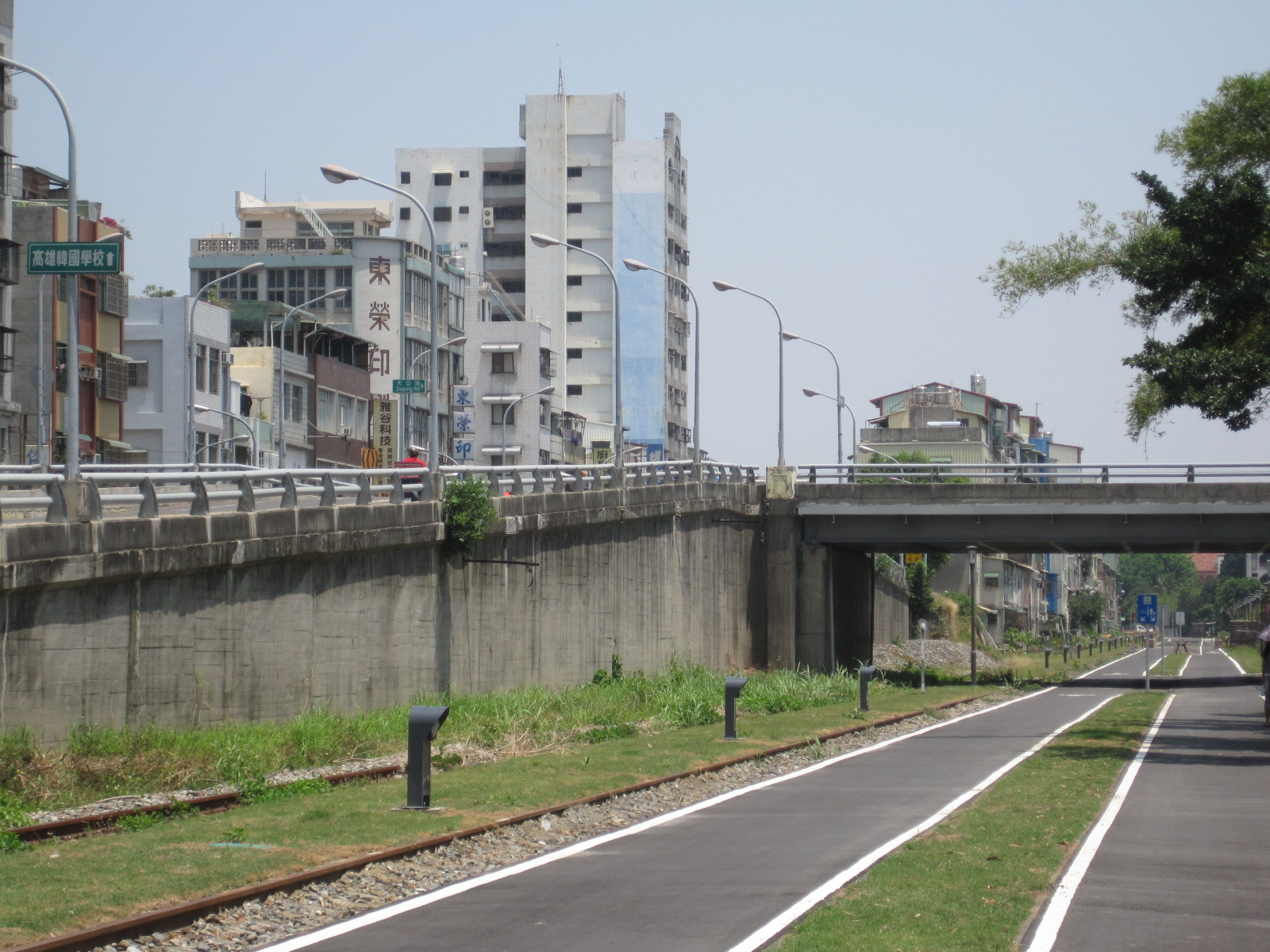
大公陸橋

- 輕軌文武聖殿站
- 高雄市政府警察局鹽埕分局七賢派出所
- 陽信銀行大公分行

## 公共自行車
- 高雄市公共自行車租賃系統：
  - 輕軌文武聖殿站：大公路129號北側
  - 七賢大公路口：七賢三路/大公路口(西南側)

## 公車資訊
- 漢程客運
  - 33 金獅湖站－鹽埕埔
  - 76 金獅湖站－歷史博物館
  - 77 金獅湖站－歷史博物館
- 統聯客運（市區公車）
  - 82 瑞豐站－鹽埕埔
- 南台灣客運
  - 91 金獅湖站－歷史博物館
- 港都客運
  - 99 鹽埕埔－柴山
  - 219 加昌站－鹽埕埔
- 東南客運
  - 248 建軍站－鼓山輪渡站
- 高雄客運
  - 24B 楠梓－大社－大灣－高雄
  - 8001 高雄－鳳山－林園（經高雄市政府四維行政中心、雄商）